# سید محمدباقر حجتی
سید محمدباقر حجتی (زاده ۲۵ اسفند ۱۳۱۱ بابل – درگذشته ۱۲ تیر ۱۴۰۴) روحانی، دانشمند، مولف، قرآن‌پژوه ایرانی و استاد بازنشستهٔ دانشکده الهیات و معارف اسلامی دانشگاه تهران بود. او نوه سید محمدباقر حجتی مازندرانی بود.

## زندگی
سید محمدباقر حجتی در ۲۵ اسفند سال ۱۳۱۱ شمسی در بابل متولد شد. پدرش سید محمد حجتی از عالمان شهر بابل و جدش سید محمدباقر حجتی بارفروشی مازندرانی از مراجع تقلید در منطقه مازندران و از شاگردان سید محمدکاظم یزدی، آخوند خراسانی و ملا عبدالله مازندرانی در حوزه نجف بود. حجتی، تحصیلات ابتدایی خویش را در زادگاهش و مقداری از تحصیلات حوزوی را در مدرسه علمیه صدر بابل گذراند. استادان او در شهر بابل، پدرش، علی موحد، سید محمد محقق بهشتی، نجف فاضل استرآبادی، محمد سالکی، محمدعلی طبرستانی، سید حبیب‌الله غروی و کربلایی علیجان طبری بودند. حجتی برای ادامه تحصیلات علوم دینی در اردیبهشت سال ۱۳۳۰ شمسی به تهران رفت و در مدرسه مروی ساکن شد. سید صدرالدین رضوی، مرتضی مطهری، ابوالقاسم گرجی، میرزا باقر آشتیانی و سید ابوالقاسم رفیعی قزوینی و ابوالحسن شعرانی از استادان او بودند. او در سال ۱۳۳۴ وارد دانشگاه علوم معقول و منقول (دانشکده الهیات و معارف) شد و به جمع دانشجویان رشته فقه و مبانی علوم اسلامی دانشگاه تهران پیوست. کارشناسی، کارشناسی ارشد و دکترا را در همان‌جا خواند و پس از گرفتن دکترای حکمت و فلسفه در سال ۱۳۴۶ به استخدام دانشگاه تهران درآمد و استادیار شد. حجتی دانش‌آموخته دکترای فلسفه و حکمت در سال ۱۳۴۶ از دانشگاه تهران است. از جمله فعالیت‌های آموزشی حجتی، تدریس حدیث و علوم قرآنی در دانشگاه تهران، تربیت مدرس، علوم اسلامی رضوی و دیگر دانشگاه‌های معتبر ایران است. او در سال ۱۳۸۷ با درجه استادتمام بازنشسته شد.
حجتی در طول زندگانی علمی خود، سفرهای علمی و سابقه مشارکت در کنفرانس‌ها و سمینارهای متعددی در دمشق داشته است. او در سال ۱۳۵۵ به انگلستان رفت و از کتابخانه‌ها و موزه‌های آن کشور بازدید و از نسخه‌های قدیمی قرآن عکس‌برداری کرد و به مطالعه دقیق رسم‌الخط قرآن‌ها پرداخت. او مسئولیت‌های مختلفی را در طول زندگی علمی خود داشته است که برخی از آنها عبارت است از:
- ریاست کتابداری و راهنمایی و کتاب‌یابی کتابخانه دانشگاه الهیات و معارف اسلامی دانشگاه تهران از سال ۱۳۴۴ تا ۱۳۶۶.
- ریاست کتابخانه دانشکده الهیات و معارف اسلامی دانشگاه تهران از سال ۱۳۵۵ تا ۱۳۵۸.
- مدیریت گروه فرهنگ عربی و علوم قرآنی دانشگاه تهران از سال ۱۳۵۲ تا ۱۳۵۵.
- مدیریت گروه علوم قرآن و حدیث دانشگاه تهران.
- مدیریت گروه علوم و قرآن دانشگاه تربیت مدرس.
- معاونت دانشکده الهیات و معارف اسلامی دانشگاه تهران از سال ۱۳۶۹ تا ۱۳۸۰.
- عضویت در هیئت گزینش کتاب از سال ۱۳۶۱ تا ۱۳۷۳.
- عضویت در کمیته برنامه‌ریزی الهیات در شورای عالی برنامه‌ریزی از سال ۱۳۶۴ تا ۱۳۷۲.
- داور و عضو کمیته تخصصی علوم انسانی جشنواره خوارزمی از سال ۱۳۷۰ تا ۱۳۸۳.
- عضویت در شورای پژوهشی دانشگاه تهران از سال ۱۳۷۰ تا ۱۳۸۰.
- عضویت در کمیته تخصصی علوم انسانی و معاونت پژوهشی دانشگاه تهران از سال ۱۳۷۰ تا ۱۳۷۴.
- مشاور سازمان مدارک فرهنگی انقلاب اسلامی از سال ۱۳۶۷ تا ۱۳۷۴.
- عضویت در شورای پژوهشی دانشگاه امام صادق و مسئول گروه پژوهشی علوم قرآن و حدیث در سال ۱۳۷۳.
- عضو هیئت‌امنای دانشگاه علوم قرآن و حدیث وابسته به سازمان اوقاف و امور خیریه.
- عضویت در فرهنگستان مجمع اللغة العربیة دمشق از سال ۱۳۶۵.
- عضو دائمی و برنامه‌ریز کنگره جهانی امام رضا.

## آثار
سید محمدباقر حجتی از قرآن‌پژوهان ایرانی است که آثار متعددی در این‌باره نگاشته و پایه‌گذار رشته علوم قرآن و حدیث در دانشگاه تهران بعد از انقلاب اسلامی ایران است. او سال‌ها به تدریس در رشته زبان و ادبیات عرب، ترجمه، قرائت و تفسیر قرآن مشغول بود و مدیریت دانشکده الهیات و معارف اسلامی در گروه علوم قرآن و حدیث، معاونت پژوهشی دانشکده الهیات و معارف اسلامی دانشگاه تهران و عضویت در مجامع و انجمن‌های علمی قرآنی را بر عهده داشته است. فهرست‌نویسی نسخه‌های خطی، تحقیق و تألیف در حوزه علوم قرآنی، تحقیق و تألیف در حوزه علوم تربیتی و روان‌شناسی، ارائه مقالات و سخنرانی در کنگره‌ها و سمینارها از جمله فعالیت‌های علمی و پژوهشی او به‌شمار می‌رود.
بخش عمده تألیفات و مقالات سید محمدباقر حجتی، درباره علوم قرآنی است و آثاری هم در باب علوم تربیتی و روان‌شناسی دارد. «پژوهشی در تاریخ قرآن کریم» مشهورترین اثر او در علوم قرآن است. تفسیر کاشف، اسباب النزول، تاریخ قرائات قرآن کریم، میثاق در قرآن، آداب تعلیم و تعلم در اسلام ترجمه کتاب «منیة المرید فی آداب المفید و المستفید» تألیف شهید ثانی از جمله آثار اوست.

## جوایز و افتخارات
همایش نکوداشت سید محمدباقر حجتی در تاریخ ۲۶ آذر سال ۱۳۹۳ همزمان با هفته پژوهش، با حضور جمعی از مسئولان و دانشجویان مجموعه دانشگاهی پردیس تهران در تالار شیخ طوسی آستان عبدالعظیم حسنی برگزار شد. در آیین نکوداشتی دیگر در ۲۶ تیر ۱۳۹۵ از استادان پیشکسوت مطالعات قرآنی سید محمدباقر حجتی و عبدالکریم بی‌آزار شیرازی در دانشگاه الزهراء تقدیر شد. کتاب «ارجنامه دکتر سید محمدباقر حجتی: یادنامه دوازدهمین آیین بزرگداشت حامیان نسخ خطی» با گردآوری علی صادق‌زاده وایقان و اعظم نجفقلی‌نژاد ورجوی در سال ۱۳۹۱ از سوی انتشارات سازمان اسناد و کتابخانه ملی ایران منتشر شد. او برای نگارش کتاب «پژوهشی در تاریخ قرآن» برگزیدهٔ اولین دورهٔ کتاب سال ایران شد. برخی از مناسبت‌هایی که از وی تقدیر به عمل آمده عبارتند از:
- جایزه احراز رتبه اول در مسابقه مقاله‌نویسی راجع به «کودکان و نوجوانان» از حوزه علمیه قم در سال ۱۳۵۶.
- دریافت جایزه و لوح تقدیر «بهترین پژوهش کاربردی ادبیات و علوم انسانی دانشگاه تهران» در سال ۱۳۵۴.
- دریافت جایزه و لوح تقدیر به‌مناسبت انتخاب کتاب «پژوهشی در تاریخ قرآن کریم» به‌عنوان کتاب سال جمهوری اسلامی ایران در سال ۱۳۶۳.
- دریافت جایزه و لوح تقدیر به‌عنوان «استاد ممتاز دانشگاه تهران» در سال ۱۳۶۹.
- دریافت جایزه و لوح تقدیر «استاد نمونه کشور» در سال تحصیلی ۱۳۷۲-۱۳۷۱.
- لوح تقدیر به‌مناسبت «خدمت‌گزاری به قرآن کریم» و معرفی او به‌عنوان یکی از «خادمان قرآن ایران» در سال ۱۳۷۳.
- دریافت جایزه روایت از دانشمندان مصری در سال ۱۳۶۷.
- برگزیده‌شده به‌عنوان «چهره ماندگار عرصه علوم قرآن و حدیث» در سال ۱۳۸۱.
- دریافت جایزه و لوح تقدیر و نشان درجه یک پژوهش در سال ۱۳۸۴ از سوی دانشگاه تهران.
- دریافت لوح تقدیر به‌مناسبت انتخاب کتاب فهرست موضوعی نسخه‌های خطی عربی به‌عنوان کتاب سال جمهوری اسلامی ایران.